# John Hyde (chính khách bang Úc)
John Norman Hyde (sinh ngày 13 tháng 10 năm 1957 tại Hamilton, Victoria) là thành viên trong Hội đồng Lập pháp Tây Úc cho khu vực bầu cử của Perth.
Cha anh là cầu thủ bóng đá Geelong và Claremont, John Hyde.

## Sự nghiệp chính trị
Ông được bầu vào ghế năm 2001 sau khi Diana Warnock nghỉ hưu.
Ông là Bộ trưởng Bóng tối cho Chính quyền Địa phương; Văn hóa nghệ thuật; Gia tài; Quyền công dân và lợi ích đa văn hóa. Ông mất ghế trong cuộc bầu cử tháng 3 năm 2013.
Hyde là người đồng tính nam công khai đầu tiên được bầu vào quốc hội Tây Úc. Trước đây, ông là Thị trưởng của Thị trấn Vincent.

## Hình ảnh

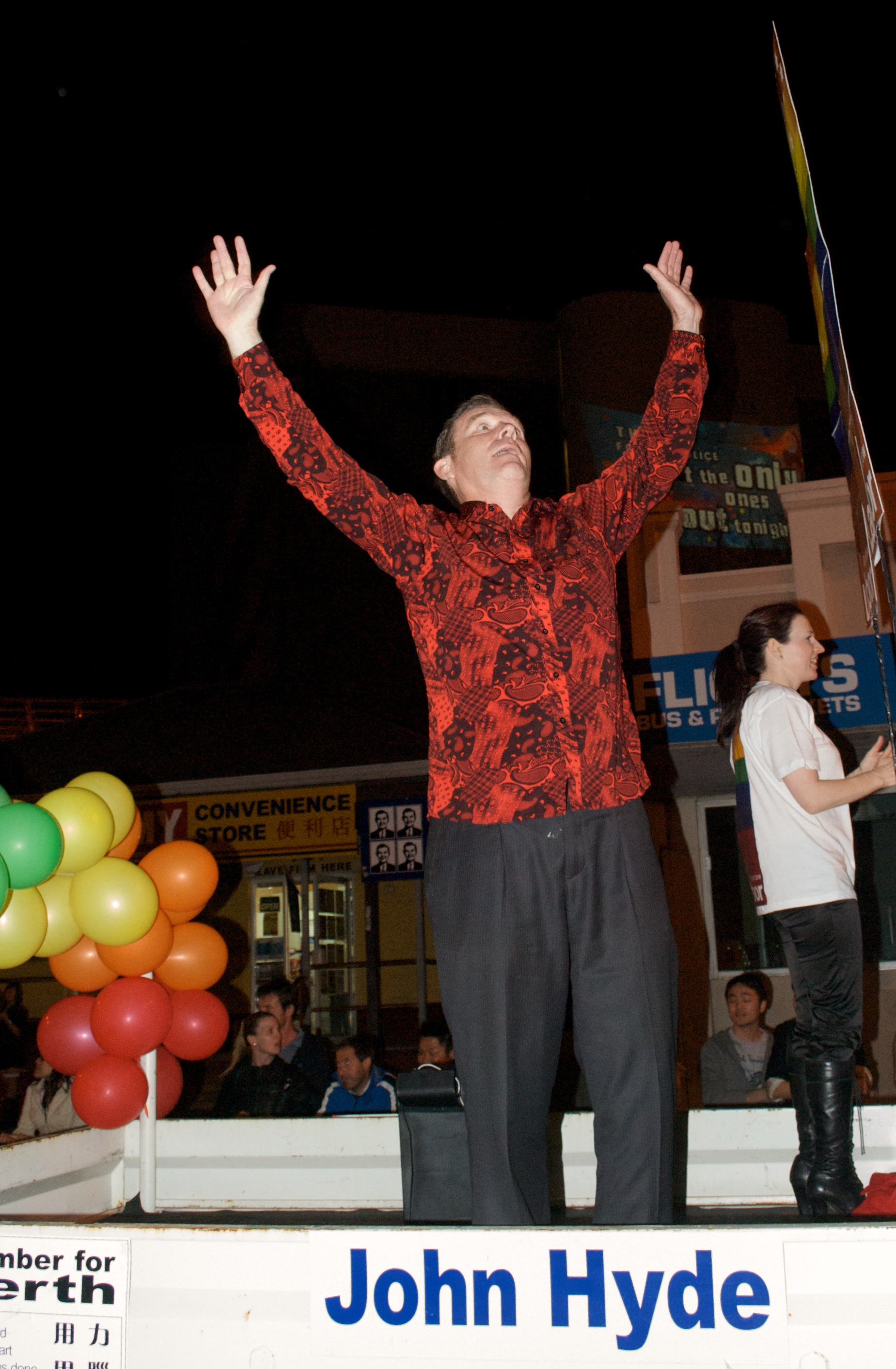
John Hyde khi nổi tại Pride 2009